# Hickory Withe
Hickory Withe é uma cidade  localizada no estado norte-americano de Tennessee, no Condado de Fayette.

## Demografia
Segundo o censo norte-americano de 2000, a sua população era de 2574 habitantes.

## Geografia
De acordo com o United States Census Bureau tem uma área de
73,6 km², dos quais 73,3 km² cobertos por terra e 0,3 km² cobertos por água.

## Localidades na vizinhança
O diagrama seguinte representa as localidades num raio de 20 km ao redor de Hickory Withe.